# Laguna Quitasombrero
Laguna Quitasombrero är en sjö i Guatemala.   Den ligger i departementet Departamento de Escuintla, i den södra delen av landet, 90 km söder om huvudstaden Guatemala City. Laguna Quitasombrero ligger 8 meter över havet. Den ligger vid sjön Laguna de Los Patos.